# Baron Carbery

Wappen des Barons Carbery

Baron Carbery, of Carbery in the County of Cork, ist ein erblicher britischer Adelstitel in der Peerage of Ireland.

## Verleihung
Der Titel wurde am 9. Mai 1715 durch Letters Patent von König Georg I. für den anglo-irischen Politiker George Evans geschaffen. Die Verleihung geschah in Anerkennung der Verdienste seines Vaters George Evans (1655–1720) während der Glorious Revolution und war deshalb mit dem besonderen Zusatz verliehen, dass der Titel in Ermangelung männlicher Nachkommen auch an die übrigen männlichen Nachkommen seines Vaters vererbbar sei. Sein Vater selbst hatte eine Erhebung zum Peer abgelehnt.
Beim Tod seines Enkels, des 5. Barons, 1807, fiel der Titel an dessen Neffen zweiten Grades, Sir John Evans-Freke, 2. Baronet, als 6. Baron. Dieser hatte bereits 1777 von seinem Vater den diesem am 15. Juli 1768 in der Baronetage of Ireland verliehenen Titel Baronet, of Castle Freke in the County of Cork, geerbt. 
Heutiger Titelinhaber ist seit 2012 dessen Ur-ur-ur-urgroßneffe Michael Evans-Freke als 12. Baron. Dieser hat bislang seinen nachgeordneten Baronettitel nicht formell wirksam beansprucht, dieser Titel wird daher formell seit 2012 als ruhend angesehen.

## Liste der Barone Carbery (1715)
- George Evans, 1. Baron Carbery (1680–1749)
- George Evans, 2. Baron Carbery (died 1759)
- George Evans, 3. Baron Carbery (died 1783)
- George Evans, 4. Baron Carbery (1766–1804)
- John Evans, 5. Baron Carbery (1738–1807)
- John Evans-Freke, 6. Baron Carbery (1765–1845)
- George Evans-Freke, 7. Baron Carbery (1810–1889)
- William Evans-Freke, 8. Baron Carbery (1812–1894)
- Algernon Evans-Freke, 9. Baron Carbery (1868–1898)
- John Evans-Freke, 10. Baron Carbery (1892–1970)
- Peter Evans-Freke, 11. Baron Carbery (1920–2012)
- Michael Evans-Freke, 12. Baron Carbery (* 1942)

Titelerbe (Heir apparent) ist der Sohn des aktuellen Titelinhabers Hon. Dominic Evans-Freke (* 1969).